# Lorenzo Caratti di Valfrei
Lorenzo Caratti di Valfrei (Sassari, 23 dicembre 1930 – Milano, 7 novembre 2007) è stato un genealogista e araldista italiano.

## Biografia
Nato a Sassari da nobile famiglia piemontese stanziata ad Acqui ma di origine lombarda, visse a Santa Margherita Ligure per molti anni. Si trasferì a Milano e poi, stabilmente, a Novate Milanese con la sua famiglia.
Fu appassionato studioso di araldica e genealogia, nonché cultore di studi storici. Fu autore di diversi lavori di carattere storico, fra i quali "La genealogia di Giuseppe Mazzini" (Pisa, 1978) e "La genealogia di Giuseppe Garibaldi" (Roma, 1979). Nel 1981 l'Istituto Internazionale di Genealogia e Araldica di Madrid gli ha conferito il premio Imhof per il suo lavoro "Contributi matematici alla scienza genealogica (1980)".
Nel 2004 fu insignito del titolo di Commendatore dell'Ordine al Merito della Repubblica Italiana, cavaliere di Grazia del Sacro Militare Ordine Costantiniano di San Giorgio (ramo ranierista), Cavaliere di grazia e devozione del Sovrano Militare Ordine di Malta, Ufficiale dell'Ordine dei Santi Maurizio e Lazzaro.
Tenne lezioni nelle Scuole di Archivistica, Paleografia e Diplomatica di diversi Archivi di Stato, corsi di Metodologia della ricerca genealogica presso l'Università Statale di Milano e diversi seminari presso le Università di Pavia e Genova, l'Università Statale e Cattolica di Milano. Fu membro di varie associazioni ed accademie araldiche, storiche e genealogiche fra le quali la Società Storica Lombarda, membro della Commissione Araldica per la Lombardia del Corpo della Nobiltà Italiana e membro del comitato scientifico dell'Annuario della Nobiltà Italiana, membro della Società Italiana di Studi Araldici e della Società Svizzera di Araldica.

## Pubblicazioni
- Genealogia (1969)
- Storia di Novate Milanese: 877-1877 (1982)
- Metodologia della ricerca genealogica (1993)
- Araldica (1996)
- Dizionario di araldica (1997)
- Guida alla ricerca genealogica (1998)
- Come risalire alle origini della propria famiglia (1998)
- Trattato di genealogia (2001)
- Manuale di genealogia. Profilo, fonti, metodologie (2004)